# Ресник (Сокобања)
Ресник је насеље у Србији у општини Сокобања у Зајечарском округу. Према попису из 2022. било је 593 становника (према попису из 1991. било је 1050 становника).

## Демографија
У насељу Ресник живи 718 пунолетних становника, а просечна старост становништва износи 47,2 година (45,3 код мушкараца и 48,8 код жена). У насељу има 223 домаћинства, а просечан број чланова по домаћинству је 3,84.
Ово насеље је великим делом насељено Србима (према попису из 2002. године).
|  |

| Демографија | Демографија | Демографија |
| Година      | Становника  | Становника  |
| ----------- | ----------- | ----------- |
| 1948.       | 1.358       |             |
| 1953.       | 1.422       |             |
| 1961.       | 1.368       |             |
| 1971.       | 1.298       |             |
| 1981.       | 1.160       |             |
| 1991.       | 1.050       | 1.035       |
| 2002.       | 857         | 871         |

| Етнички састав према попису из 2002.‍ | Етнички састав према попису из 2002.‍ | Етнички састав према попису из 2002.‍ | Етнички састав према попису из 2002.‍ | Етнички састав према попису из 2002.‍ |
| ------------------------------------ | ------------------------------------ | ------------------------------------ | ------------------------------------ | ------------------------------------ |
|                                      |                                      |                                      |                                      |                                      |
| Срби                                 | Срби                                 |                                      | 848                                  | 98,94%                               |
| Југословени                          | Југословени                          |                                      | 7                                    | 0,81%                                |
| Црногорци                            | Црногорци                            |                                      | 1                                    | 0,11%                                |
| непознато                            | непознато                            |                                      | 0                                    | 0,0%                                 |

| Година пописа     | 1948. | 1953. | 1961. | 1971. | 1981. | 1991. | 2002. |
| ----------------- | ----- | ----- | ----- | ----- | ----- | ----- | ----- |
| Број домаћинстава | 257   | 257   | 272   | 264   | 265   | 253   | 223   |

| Број чланова      | 1  | 2  | 3  | 4  | 5  | 6  | 7  | 8 | 9 | 10 и више | Просек |
| ----------------- | -- | -- | -- | -- | -- | -- | -- | - | - | --------- | ------ |
| Број домаћинстава | 30 | 52 | 23 | 31 | 31 | 29 | 17 | 8 | 2 | 0         | 3,84   |

| Пол    | Укупно | Неожењен/Неудата | Ожењен/Удата | Удовац/Удовица | Разведен/Разведена | Непознато |
| ------ | ------ | ---------------- | ------------ | -------------- | ------------------ | --------- |
| Мушки  | 354    | 61               | 255          | 26             | 11                 | 1         |
| Женски | 398    | 46               | 257          | 80             | 15                 | 0         |
| УКУПНО | 752    | 107              | 512          | 106            | 26                 | 1         |

| Пол    | Укупно                    | Пољопривреда, лов и шумарство | Рибарство                            | Вађење руде и камена | Прерађивачка индустрија       |
| ------ | ------------------------- | ----------------------------- | ------------------------------------ | -------------------- | ----------------------------- |
| Мушки  | 207                       | 122                           | 0                                    | 5                    | 1                             |
| Женски | 193                       | 134                           | 0                                    | 1                    | 3                             |
| УКУПНО | 400                       | 256                           | 0                                    | 6                    | 4                             |
| Пол    | Производња и снабдевање   | Грађевинарство                | Трговина                             | Хотели и ресторани   | Саобраћај, складиштење и везе |
| Мушки  | 6                         | 1                             | 20                                   | 13                   | 14                            |
| Женски | 0                         | 3                             | 17                                   | 9                    | 3                             |
| УКУПНО | 6                         | 4                             | 37                                   | 22                   | 17                            |
| Пол    | Финансијско посредовање   | Некретнине                    | Државна управа и одбрана             | Образовање           | Здравствени и социјални рад   |
| Мушки  | 2                         | 0                             | 4                                    | 4                    | 14                            |
| Женски | 0                         | 0                             | 2                                    | 3                    | 16                            |
| УКУПНО | 2                         | 0                             | 6                                    | 7                    | 30                            |
| Пол    | Остале услужне активности | Приватна домаћинства          | Екстериторијалне организације и тела | Непознато            | Непознато                     |
| Мушки  | 0                         | 0                             | 0                                    | 1                    | 1                             |
| Женски | 1                         | 0                             | 0                                    | 1                    | 1                             |
| УКУПНО | 1                         | 0                             | 0                                    | 2                    | 2                             |